# Алфей (міфологія)
Алфе́й (дав.-гр. Ἀλφειός) — у давньогрецькій міфології бог однойменної річки в Пелопоннесі, син титанів Океана і Тефіди. Його представляють у людській подобі. Вівтар його знаходиться в Олімпії.
Був мисливцем, який закохався в Артеміду і переслідував її по всій Греції. Він явився в Летрини на нічне свято, яке справляли Артеміда і німфи, але Артеміда вимазала у всіх лице брудом та мулом, через це Алфей не впізнав її. Тому встановлені обряди Артеміди Алфеї.
Не зумівши добитися кохання Артеміди, Алфей закохався у німфу Аретусу, яка однак не відповіла взаємністю; Артеміда ж, рятуючи Аретусу від переслідувань Алфея, перетворила її в ставок. Проте Алфей знайшов свою кохану на острові Ортігія (або на Делосі, або поблизу Сіракуз на Сицилії) — там злились води Алфея і Аретуси. Його течія продовжується в море, що підтвердив і Дельфійський оракул.